# 佐藤あかり (タレント)
佐藤 あかり（さとう あかり、1996年2月23日 - ）は、日本のタレント、女優。大分県出身。ヴィクトリーロード所属。
大分鶴崎高校時代、玉竜旗高校剣道大会ベスト8優秀選手、全国選抜大会団体3位の剣道の実績を持ち、雑誌B.L.T.で「日本一可愛い剣道女子」と紹介され、数々のCMやバラエティー番組へ出演している。

## 出演

### バラエティ
- 櫻井・有吉THE夜会（2017年 - 2019年、TBS)
- トリニクって何の肉!?（2019年 - 2022年、朝日放送テレビ）
- 第58回全日本女子剣道選手権大会（2019年9月29日、テレ朝チャンネル2） - 副音声
- 剣道女子 第1弾（2020年3月29日、テレ朝チャンネル2）
- 剣道まっしぐら! - Enjoy Kendo seriously-（2020年8月29日 - 、YouTube） - レギュラー
- ミスティーノカジノゲームサバイバル（2020年、MONDOTV） - MCアシスタント
- TVerで学ぶ！最強の時間割（2023年3月、TVer） - ゲスト
- SHOW激！今夜もドル箱（2023年9月・2024年2月、テレビ東京） - ゲスト
- 秘湯ロマン（2024年7月20日・2024年8月17日・2025年1月24日、テレビ朝日） - 旅人

### テレビドラマ
- 検証捜査（2017年7月5日、テレビ東京）
- 不能犯 第2話（2017年12月29日・2018年1月24日、dtv・関西テレビ）
- 偽装不倫（2019年7月、日本テレビ）
- 特命刑事 カクホの女2 第1話（2019年10月18日、テレビ東京）
- 厨房のありす 第6話（2024年2月25日、日本テレビ）

### 映画
- となりの怪物くん（2018年4月27日、東宝）

### CM
- LINEギフト（2017年12月 - 2018年11月）
- 日本工学院専門学校 WEB（2018年5月 - 2019年4月）
- クレアラシル（2018年6月 - 2019年5月）
- ユニマットライフ WEB（2018年7月 - 2019年6月）
- モアコンタクト WEB（2018年8月 - ） - メイン出演
- LINE保険（2019年 - ）
- チェジュ航空「女子大生篇」（2019年2月 - ） - メイン出演
- かっぱ寿司「えび味噌ラーメン篇」（2019年6月 - 9月） - メイン出演
- かっぱ寿司「三段つかみ寿司篇」（2019年6月 - 9月） - メイン出演
- PGIボートレースバトルチャンピオントーナメント（2019年11月 - ） - メイン出演
- SG第55回ボートレースクラシック（2020年） - ヒロイン
- イエローハット「交通安全が看板」篇（2020年11月 - ）
- 東京オリンピック・パラリンピック競技大会組織委員会「TOKYO 2020 未来のスポーツ観戦プロジェクト～次世代臨場感テクノロジー 実証プログラム～」（2021年7月22日 - ） - 主演
- 三菱地所「コロナ入社の私 篇」（2021年12月 - ） - ヒロイン
- TVガイド地方創生PR動画（2022年） - メイン出演
- NTTデータ・イントラマート アクセルマート（2022年9月16日 - ）
- 日新火災海上保険（2024年2月 - ） - ヒロイン
- 大分トヨペットブランドムービー「ひとに、クルマに、まっすぐ」(2024年10月 - )  - 営業スタッフ役

### イベント
- スポーツオブハート2019（2019年）
- KIJOKAKU COLLECTION2019（2019年10月13日） - モデル出演
- Jリーグ 大分トリニータスタジアムイベント（2020年10月31日） - トークイベント出演

### 雑誌
- B.L.T.（2023年、東京ニュース通信社） - 「日本一可愛い剣道女子」として紹介される
- B.L.T.「あかりくらぶ」（2023年4月 - 、東京ニュース通信社） - 連載

### その他
- ぱちんこ 仮面ライダー轟音（2020年9月 - 、京楽産業.） - ヒロイン・木原あかり 役
- TOKYO2020オリンピックスポーツナビゲーター（2021年、スポーツ庁、YouTube）